# Вали Сити (Илиноис)
Вали Сити (енгл. Valley City) град је у америчкој савезној држави Илиноис.

## Демографија
По попису из 2010. године број становника је 13, што је 1 (-7,1%) становника мање него 2000. године.
| Група             | 2000.       | 2010.       |
| Белци             | 14 (100,0%) | 13 (100,0%) |
| Афроамериканци    | 0 (0,0%)    | 0 (0,0%)    |
| Азијати           | 0 (0,0%)    | 0 (0,0%)    |
| Хиспаноамериканци | 0 (0,0%)    | 0 (0,0%)    |
| Укупно            | 14          | 13          |